# Dmitri Ovsiannikov
Dmitri Vladímirovich Ovsiannikov (en ruso: Дмитрий Владимирович Овсянников, Omsk, 21 de febrero de 1977) es un político ruso, alcalde de Sebastopol de 2017 a 2019.

## Biografía
Nació en la capital del óblast de Omsk, en Siberia. En agosto de 2001, con 24 años de edad, ingresó a la reserva de personal del Estado ruso y fue nombrado inspector federal en el óblast de Kírov.
Se desempeñó como viceministro de Industria y Comercio del gobierno ruso entre el 23 de diciembre de 2015 y el 28 de julio de 2016, cuando fue nombrado alcalde de Sebastopol tras la renuncia de Serguéi Meniailo. El 11 de 2019 dimitió de su puesto, siendo sustituido de forma interina por Mijaíl Razvozhayev.